# Ceutorhynchus triangulum
Ceutorhynchus triangulum är en skalbaggsart som beskrevs av Karl Henrik Boheman 1845. Ceutorhynchus triangulum ingår i släktet Ceutorhynchus, och familjen vivlar. Arten är reproducerande i Sverige.